# Abancourt, Oise
Abancourt este o comună franceză situată în departamentul Oise, în regiunea Hauts-de-France.

## Geografie
Comuna Abancourt se află la extremitatea vestică a departamentului Oise, la granița cu departamentul Seine-Maritime, la 38 km nord-vest de Beauvais, 45 km sud-vest de Amiens, 49 km de Le Tréport și de litoralul Mării Mânecii și la 55 km nord-est de Rouen.
Teritoriul comunei, de formă neregulat cvadrangulară, face parte din vastul platou care se întinde de pe lângă Campeaux până în departamentul Somme.

### Comune limitrofe
| Lannoy-Cuillère | Quincampoix-Fleuzy | Gourchelles |
|                 |                    | Romescamps  |
| Criquiers       | Blargies           | Moliens     |

### Hidrografie
Comuna se află în bazinul hidrografic Seine-Normandie. Este traversată de râul Bresle.
Râul Bresle își are izvorul în Abancourt și curge spre nord-vest, traversând platoul Formerie, pentru a se vărsa în Canalul Mânecii la Le Tréport. Acest râu de coastă are o lungime de 68 kilometri, și traversează departamentele Oise, Somme și Seine-Maritime.

### Climă
În 2010, clima comunei era de tip oceanic degradat al câmpiilor din Centru și Nord, conform unui studiu al CNRS bazat pe o serie de date care acoperă perioada 1971-2000. În 2020, Météo-France a publicat o tipologie a climei din Franța metropolitană, în care comuna este clasificată cu un climat oceanic și se află în regiunea climatică a Coastei de est a Mânecii, caracterizată printr-un nivel scăzut de însorire (1.550 h/an); o umiditate ridicată a aerului (peste 20 h/zi cu umiditate relativă > 80 % iarna) și vânturi puternice frecvente.
Pentru perioada 1971-2000, temperatura medie anuală este de 9,6 °C, cu o amplitudine termică anuală de 14,3 °C. Cantitatea medie anuală de precipitații este de 874 mm, cu 13,1 zile de precipitații în ianuarie și 9 zile în iulie. Pentru perioada 1991-2020, temperatura medie anuală observată la stația meteorologică cea mai apropiată, situată în comuna Saint-Arnoult la 8 km distanță în linie dreaptă, este de 10,4 °C, iar cantitatea medie anuală de precipitații este de 797,2 mm.
Pentru viitor, parametrii climatici estimati pentru comună, pentru anul 2050, conform diferitelor scenarii de emisii de gaze cu efect de seră, pot fi consultati pe un site dedicat publicat de Météo-France în noiembrie 2022.

## Urbanism

### Tipologie
La 1 ianuarie 2024, Abancourt este clasificată drept comună rurală cu habitat dispersat, conform noii grile comunale de densitate cu șapte niveluri definită de INSEE (Institutul Național de Statistică și Studii Economice) în 2022. Comuna se află în afara unităților urbane și în afara ariei metropolitane a orașelor.

### Utilizarea terenului
Utilizarea terenurilor în comuna Abancourt, conform bazei de date europene privind ocuparea biogeografică a solurilor Corine Land Cover (CLC), se caracterizează prin predominanța teritoriilor agricole (85,1 % în 2018), aceeași proporție ca în 1990 (85,1 %). Distribuția detaliată în 2018 este următoarea: terenuri arabile (40,4 %), pajiști (28,9 %), zone agricole heterogene (15,8 %), zone urbanizate (9,4 %), păduri (5,5 %). Evoluția ocupării terenurilor în comună și a infrastructurilor sale poate fi observată pe diferitele reprezentări cartografice ale teritoriului: harta Cassini (secolul XVIII), harta de stat-major (1820-1866) și hărțile sau fotografiile aeriene ale IGN pentru perioada actuală (1950 până în prezent).

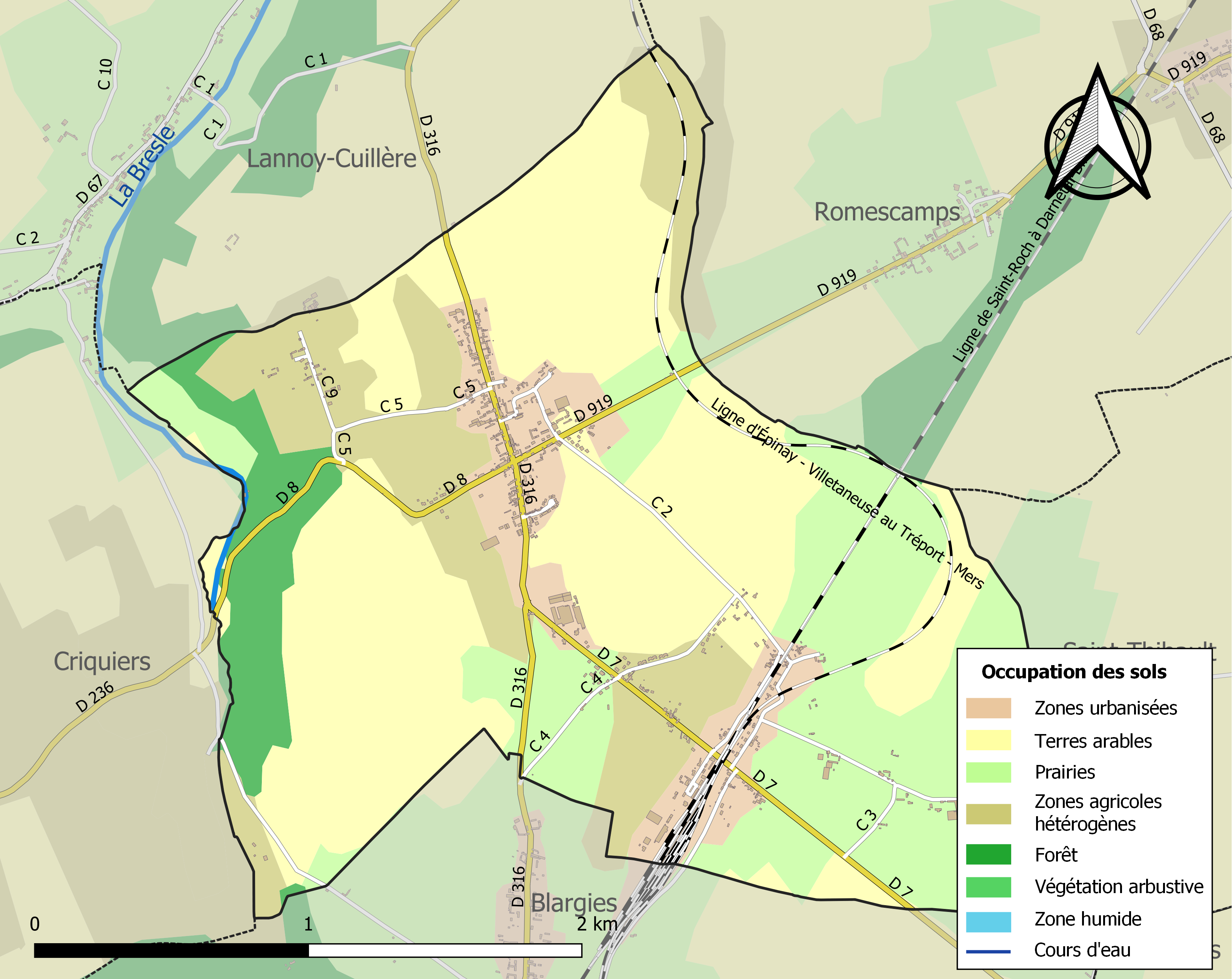
Harta infrastructurii și utilizării terenului a comunei în 2018 (CLC).

### Căi de comunicație și transport
Comuna Abancourt este deservită de drumurile departamentale:
- D 8, venind din Criquiers (Seine-Maritime);
- D 316, venind din Aumale (Seine-Maritime) și mergând spre Formerie;
- D 919, venind din Poix-de-Picardie (Somme);
- D 7, venind din Moliens.

Gara Abancourt este deservită de trenuri TER Hauts-de-France, care circulă pe următoarele linii:
- K45 (Lille-Flandres ↔ Rouen Rive Droite),
- P24 (Amiens ↔ Abancourt),
- P30 (Beauvais ↔ Abancourt ↔ Le Tréport-Mers),
- P32 (Abancourt ↔ Beauvais ↔ Creil),
- P45 (Amiens ↔ Rouen Rive Droite).

Liniile K45 și P45 sunt operate în comun cu TER Normandie.
Abancourt se află la 35 km de aeroportul Beauvais-Tillé.

## Toponimie
Abencort în 1146; Abencurtis în 1148; Hebencurt în 1148; Abencurt în 1150 și 1152; Habencourt în 1180; Abencourt în 1337, 1454 și în secolul al XVI-lea.
În timpul Revoluției, comuna a purtat numele de Abancourt-la-Montagne.
A se vedea și Abancourt (Nord).

## Istorie

### Origini
Louis Graves scria în 1850: „Poziția comunei Abancourt pe un drum pavat pare să indice o origine romană a acestui sat, și, într-adevăr, au fost descoperite în diferite locuri țigle cu margine și alte vestigii incontestabile din această epocă. Tradiția locală susține, de altfel, că templierii au avut aici un așezământ, o credință care, în Picardia, este asociată aproape întotdeauna cu vestigiile construcțiilor romane.”
Tradiții mai sigure atribuie fondarea localității de reședință călugărilor de la abația Beaubec, care dețineau în această zonă, într-o epocă îndepărtată, terenuri considerabile. La început, a existat doar o capelă, împreună cu o singură casă destinată locuinței călugărului însărcinat să vegheze asupra intereselor comunității; aceasta era, pe atunci, un simplu priorat.
Abația, cedând ulterior cea mai mare parte a domeniului său în arendă, a permis creșterea populației suficient de mult pentru a justifica transformarea prioratului într-o parohie.
Abația deținea dreptul de înaltă, medie și joasă jurisdicție.
Începând cu secolul al XIV-lea, Abancourt a fost reședința unei seniorii.

### Epoca contemporană

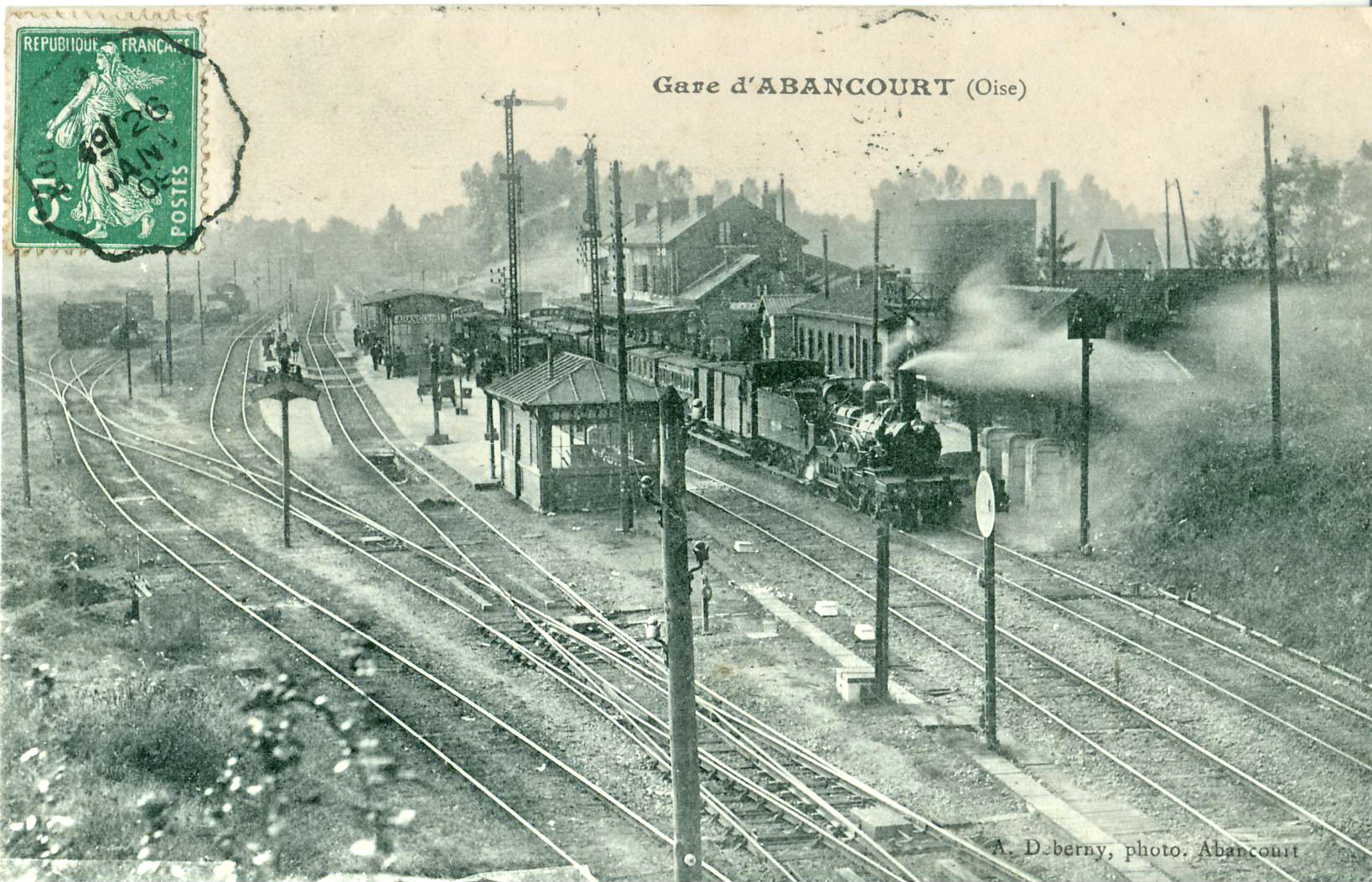
Gara din Abancourt înainte de 1909.

Satul a fost redenumit Abancourt-la-Montagne în timpul Revoluției Franceze. Între 1791 și 1823, comuna a fost atașată de Romescamps. În 1823, Abancourt a fost separat de Blargies, dar Hennicourt i-a fost anexat.
În 1867, târgul a fost conectat la rețeaua feroviară odată cu crearea gării Abancourt pe linia Amiens - Rouen, iar ulterior a fost legat de Le Tréport și Paris în perioada 1873-1875.
În timpul Primului Război Mondial, o companie de prizonieri de război germani a staționat la Abancourt în august 1917. Uneori, au fost raportate mesaje privind evadări ale prizonierilor.
Satul a fost decorat cu Crucea de Război 1914-1918 pe 6 aprilie 1922.

## Populația și societatea

### Date demografice
Evoluția numărului de locuitori este cunoscută prin recensămintele populației efectuate în comună începând din 1793. Pentru comunele cu mai puțin de 10 000 de locuitori, un recensământ al întregii populații este realizat la fiecare cinci ani, populațiile legale pentru anii intermediari fiind estimate prin interpolare sau extrapolare.
În 2022, comuna număra 581 locuitori, în scădere cu -10,34 % față de 2016 (Oise: +0,87 %, Franța fără Mayotte: +2,11 %).
| An        | 1831 | 1841 | 1856 | 1876 | 1886 | 1901 | 1921 | 1936 | 1962 | 1982 | 2006 | 2014 | 2022 |
| --------- | ---- | ---- | ---- | ---- | ---- | ---- | ---- | ---- | ---- | ---- | ---- | ---- | ---- |
| Populație | 615  | 700  | 609  | 569  | 596  | 538  | 602  | 603  | 507  | 593  | 635  | 643  | 581  |

## Cultura locală și patrimoniul

### Locuri și monumente
- Biserica Notre-Dame (secolul al XVIII-lea)[29], a cărei acoperiș a fost renovat în 2017[30].
- Capela din Hennicourt, construită de familia Galopin-Mabille în 1856, restaurată în 2008[31].